# Castelo de Vermoim
O Castelo de Vermoim era um castelo medieval, localizado em Vermoim, freguesia de Vila Nova de Famalicão, em Portugal.
Este castelo evoluiu de um castro da Idade do Ferro que se localizava no mesmo local e cujas escavações nos anos 80 revelaram peças de cerâmica e alicerces de edifícios dessa época.
A sua construção data do século XI ou anterior pelo conde D. Vermuiz Forjaz (de onde terá derivado o nome do Castelo e posteriormente da própria freguesia) e terá sido abandonado no séc. XIV após ter perdido a sua função estratégica, ressentida após o ataque sofrido em 1016.

O castelo sofreu um ataque de Normandos em 1016, o qual provocou a morte do conde de Portugal, Alvito Nunes que defendia o castelo. A destruição foi de tal forma violenta que o castelo nunca mais recuperou.
Esse ataque aparece referido num documento da época, traduzido pelo Padre Benjamim Salgado: "Era MLIV.VIII idus Septembris veniunt hormanes ad Castellum Vermudi quod erat in provincia Bracharensi", que se traduz como "Na era de 1054 (ano de 1016), em 6 de Setembro, vêm os Normandos atacar o Castelo de Vermoim, na província de Braga."
De facto, diversos documentos retratam o castro e o castelo como ponto geológico de referência para diversas localidades, tal como se percebe num documento de 1065: "Baseliga fundata est in villa Joannis sptus mons Kastro Vermui territorio Portugalense propre ribulo Pel" que refere uma basílica na Vila de Joane, na base do monte do Castro de Vermoim, próximo ao rio Pele.
Outro documento de 1114, localiza a atual freguesia de Requião como estando na base do monte do Castelo de Vermoim: "in villa Riquilani subtus Castello Vermudi territorium Bracarense discurrente ribulo Ageradi".
No livro "Portugal Antigo e Moderno" (1882) de Augusto Pinho Leal, este refere um pouco da história da fundação do castelo: "É povoação antiquíssima, pois já existia pelo menos no tempo dos romanos, e era defendida por um castelo, fundado pelo conde D. Vermuiz Forjaz" e refere ainda dois ataques ao castelo. Um feito em 977 pelos mouros e mais tarde, em 1016 pelos normandos.